# Gare de Chauvigny
La gare de Chauvigny est une ancienne gare ferroviaire française de la ligne de Saint-Benoît au Blanc, située sur le territoire de la commune de Chauvigny, dans le département de la Vienne, en région Nouvelle-Aquitaine.
Elle est mise en service en 1883 par l'État, avant d'intégrer le réseau de la Compagnie du chemin de fer de Paris à Orléans (PO). Elle est fermée au service des voyageurs en 1940 par la Société nationale des chemins de fer français (SNCF).

## Situation ferroviaire
Établie à 77 mètres d'altitude, la gare de Chauvigny est située au point kilométrique (PK) 360,7 de la ligne de Saint-Benoît au Blanc, entre la gare de Jardres (ouverte aux marchandises) suivie de la limite de déclassement de la ligne au PK 361,400, et la gare de Saint-Savin (déclassée). En direction de Saint-Julien-l'Ars s'intercale l'ancienne Gare de Jardres et en direction de Saint-Savin, s'intercale les anciennes haltes de Fleix et de Paizay-le-Sec.

## Histoire
Le tracé de la ligne de Poitiers au Blanc déclarée d'utilité publique par une loi du 7 avril 1879 traverse la commune. Les jugements d'expropriation sont rendus en 1881.
La gare de Chauvigny est mise en service le 18 juin 1883 par l'État, lorsqu'il ouvre à l'exploitation la section de Mignaloux-Nouaillé à Chauvigny. C'est une station de 3e classe.
Elle est officiellement fermée au service des voyageurs le 27 mai 1940 par la Société nationale des chemins de fer français (SNCF). Néanmoins pendant la Seconde Guerre mondiale un train mixte quotidien circule jusqu'à Jardres puis Chauvigny.
On peut apercevoir des vestiges de l'ancienne voie à l'entrée de la gare depuis Jardres.
La voie a été réhabilitée entre Chauvigny et Fleix afin d'y faire circuler des vélo-rails. Cependant aucun train n'y circule.

## Patrimoine ferroviaire
L'ancien bâtiment voyageurs d'un modèle type de la Compagnie du PO. En 2013 le bâtiment à l'abandon à ses ouvertures du rez-de-chaussée murées« Avenue de la Gare, Chauvigny », sur Street View, août 2013 (consulté le 25 août 2016).